# 11691 Easterwood
11691 Easterwood è un asteroide della fascia principale. Scoperto nel 1998, presenta un'orbita caratterizzata da un semiasse maggiore pari a 2,2735684 UA e da un'eccentricità di 0,1184627, inclinata di 1,67789° rispetto all'eclittica.